# Tour of Almaty 2018
Tour of Almaty 2018 – 6. edycja wyścigu kolarskiego Tour of Almaty, która odbyła się w dniach od 29 do 30 września 2018 na liczącej ponad 342 kilometry trasie, składającej się z 2 etapów i biegnącej z miejscowości Ałmaty do toru łyżwiarskiego Miedieo. Impreza kategorii 2.1 była częścią UCI Asia Tour 2018.
Pierwszy etap, po samotnym finiszu, wygrał Davide Villella. Na drugim etapie najszybszy był powracający po kontuzji doznanej na 2. etapie Tour de France 2018 Luis León Sánchez. Trzecią lokatę zajął liderujący w klasyfikacji generalnej Villella, wygrywając cały wyścig.

## Etapy
| Etap | Data   | Start – Meta     | type     | Dystans (km) | Zwycięzca etapu   | Lider           |
| ---- | ------ | ---------------- | -------- | ------------ | ----------------- | --------------- |
| 1    | 29 wrz | Ałmaty – Ałmaty  | płaski   | 183,4        | Davide Villella   | Davide Villella |
| 2    | 30 wrz | Ałmaty – Miedieo | górzysty | 152,2        | Luis León Sánchez | Davide Villella |

## Uczestnicy

### Drużyny
| WorldTeam- Astana Professional continental team- Delko-Marseille Provence-KTM Continental teams (15)- Aisan Racing Team - Akros-Renfer - Amore & Vita-Prodir - Apple Team - Bike Aid - Canyon Eisberg - Pannon - H&R Block - Hurom - Illuminate - Ningxia Sports Lottery-Livall - Minsk Cycling Club - Terengganu Cycling Team - Vino-Astana Motors - Interpro Stradalli Reprezentacje (2)- Kazachstan - Rosja |
| |

## Wyniki etapów

### Etap 1
| Ałmaty - Ałmaty | płaski | (183,4 km) |

| \| Klasyfikacja etapu \| Klasyfikacja etapu \| Klasyfikacja etapu \| Klasyfikacja etapu \| Klasyfikacja etapu \| \| Kolarz \| Kolarz \| Państwo \| Drużyna \| Czas \| \| ------------------ \| ------------------ \| ------------------ \| ---------------------------- \| ------------------ \| \| 1. \| Davide Villella \| Włochy \| Astana \| 4h 09' 25" \| \| 2. \| Simon Pellaud \| Szwajcaria \| Team Illuminate \| + 36" \| \| 3. \| Pierpaolo Ficara \| Włochy \| Amore & Vita-Prodir \| + 39" \| \| 4. \| Luis León Sánchez \| Hiszpania \| Astana \| + 1' 45" \| \| 5. \| Gatis Smukulis \| Łotwa \| Delko-Marseille Provence-KTM \| + 1' 54" \| \| 6. \| Rémy Rochas \| Francja \| Delko-Marseille Provence-KTM \| + 1' 56" \| \| 7. \| Colin Stüssi \| Szwajcaria \| Amore & Vita-Prodir \| + 3' 06" \| \| 8. \| Mirko Trosino \| Włochy \| Amore & Vita-Prodir \| + 3' 41" \| \| 9. \| Branisłau Samojłau \| Białoruś \| Minsk Cycling Club \| + 3' 41" \| \| 10. \| Siarhiej Papok \| Białoruś \| Minsk Cycling Club \| + 4' 15" \| |                    |            |                              |            |
| |                    |            |                              |            |
| Źródło: ProCyclingStats |                    |            |                              |            |
| Klasyfikacja etapu |                    |            |                              |            |
| Kolarz | Kolarz             | Państwo    | Drużyna                      | Czas       |
| 1. | Davide Villella    | Włochy     | Astana                       | 4h 09' 25" |
| 2. | Simon Pellaud      | Szwajcaria | Team Illuminate              | + 36"      |
| 3. | Pierpaolo Ficara   | Włochy     | Amore & Vita-Prodir          | + 39"      |
| 4. | Luis León Sánchez  | Hiszpania  | Astana                       | + 1' 45"   |
| 5. | Gatis Smukulis     | Łotwa      | Delko-Marseille Provence-KTM | + 1' 54"   |
| 6. | Rémy Rochas        | Francja    | Delko-Marseille Provence-KTM | + 1' 56"   |
| 7. | Colin Stüssi       | Szwajcaria | Amore & Vita-Prodir          | + 3' 06"   |
| 8. | Mirko Trosino      | Włochy     | Amore & Vita-Prodir          | + 3' 41"   |
| 9. | Branisłau Samojłau | Białoruś   | Minsk Cycling Club           | + 3' 41"   |
| 10. | Siarhiej Papok     | Białoruś   | Minsk Cycling Club           | + 4' 15"   |

| \| Klasyfikacja generalna \| Klasyfikacja generalna \| Klasyfikacja generalna \| Klasyfikacja generalna \| Klasyfikacja generalna \| \| Kolarz \| Kolarz \| Państwo \| Drużyna \| Czas \| \| ---------------------- \| ---------------------- \| ---------------------- \| ---------------------------- \| ---------------------- \| \| 1. \| Davide Villella \| Włochy \| Astana \| 4' 09" \| \| 2. \| Simon Pellaud \| Szwajcaria \| Team Illuminate \| + 36" \| \| 3. \| Pierpaolo Ficara \| Włochy \| Amore & Vita-Prodir \| + 39" \| \| 4. \| Luis León Sánchez \| Hiszpania \| Astana \| + 1' 45" \| \| 5. \| Gatis Smukulis \| Łotwa \| Delko-Marseille Provence-KTM \| + 1' 54" \| \| 6. \| Rémy Rochas \| Francja \| Delko-Marseille Provence-KTM \| + 1' 56" \| \| 7. \| Colin Stüssi \| Szwajcaria \| Amore & Vita-Prodir \| + 3' 06" \| \| 8. \| Mirko Trosino \| Włochy \| Amore & Vita-Prodir \| + 3' 41" \| \| 9. \| Branisłau Samojłau \| Białoruś \| Minsk Cycling Club \| + 3' 41" \| \| 10. \| Siarhiej Papok \| Białoruś \| Minsk Cycling Club \| + 4' 15" \| |                    |            |                              |          |
| |                    |            |                              |          |
| Źródło: ProCyclingStats |                    |            |                              |          |
| Klasyfikacja generalna |                    |            |                              |          |
| Kolarz | Kolarz             | Państwo    | Drużyna                      | Czas     |
| 1. | Davide Villella    | Włochy     | Astana                       | 4' 09"   |
| 2. | Simon Pellaud      | Szwajcaria | Team Illuminate              | + 36"    |
| 3. | Pierpaolo Ficara   | Włochy     | Amore & Vita-Prodir          | + 39"    |
| 4. | Luis León Sánchez  | Hiszpania  | Astana                       | + 1' 45" |
| 5. | Gatis Smukulis     | Łotwa      | Delko-Marseille Provence-KTM | + 1' 54" |
| 6. | Rémy Rochas        | Francja    | Delko-Marseille Provence-KTM | + 1' 56" |
| 7. | Colin Stüssi       | Szwajcaria | Amore & Vita-Prodir          | + 3' 06" |
| 8. | Mirko Trosino      | Włochy     | Amore & Vita-Prodir          | + 3' 41" |
| 9. | Branisłau Samojłau | Białoruś   | Minsk Cycling Club           | + 3' 41" |
| 10. | Siarhiej Papok     | Białoruś   | Minsk Cycling Club           | + 4' 15" |

### Etap 2
| Ałmaty - Miedieo | górzysty | (152,2 km) |

| \| Klasyfikacja etapu \| Klasyfikacja etapu \| Klasyfikacja etapu \| Klasyfikacja etapu \| Klasyfikacja etapu \| \| Kolarz \| Kolarz \| Państwo \| Drużyna \| Czas \| \| ------------------ \| ------------------ \| ------------------ \| ---------------------------- \| ------------------ \| \| 1. \| Luis León Sánchez \| Hiszpania \| Astana \| 4h 11' 55" \| \| 2. \| Delio Fernández \| Hiszpania \| Delko-Marseille Provence-KTM \| + 4" \| \| 3. \| Davide Villella \| Włochy \| Astana \| + 8" \| \| 4. \| Ángel Madrazo \| Hiszpania \| Delko-Marseille Provence-KTM \| + 8" \| \| 5. \| Rémy Rochas \| Francja \| Delko-Marseille Provence-KTM \| + 13" \| \| 6. \| Pierpaolo Ficara \| Włochy \| Amore & Vita-Prodir \| + 22" \| \| 7. \| Simon Pellaud \| Szwajcaria \| Team Illuminate \| + 22" \| \| 8. \| Jurij Natarow \| Kazachstan \| Astana City \| + 24" \| \| 9. \| Damien Monier \| Francja \| Aisan Racing Team \| + 31" \| \| 10. \| Matwiej Nikitin \| Kazachstan \| Astana City \| + 43" \| |                   |            |                              |            |
| |                   |            |                              |            |
| Źródło: ProCyclingStats |                   |            |                              |            |
| Klasyfikacja etapu |                   |            |                              |            |
| Kolarz | Kolarz            | Państwo    | Drużyna                      | Czas       |
| 1. | Luis León Sánchez | Hiszpania  | Astana                       | 4h 11' 55" |
| 2. | Delio Fernández   | Hiszpania  | Delko-Marseille Provence-KTM | + 4"       |
| 3. | Davide Villella   | Włochy     | Astana                       | + 8"       |
| 4. | Ángel Madrazo     | Hiszpania  | Delko-Marseille Provence-KTM | + 8"       |
| 5. | Rémy Rochas       | Francja    | Delko-Marseille Provence-KTM | + 13"      |
| 6. | Pierpaolo Ficara  | Włochy     | Amore & Vita-Prodir          | + 22"      |
| 7. | Simon Pellaud     | Szwajcaria | Team Illuminate              | + 22"      |
| 8. | Jurij Natarow     | Kazachstan | Astana City                  | + 24"      |
| 9. | Damien Monier     | Francja    | Aisan Racing Team            | + 31"      |
| 10. | Matwiej Nikitin   | Kazachstan | Astana City                  | + 43"      |

## Klasyfikacje

### Klasyfikacja generalna
| \| Klasyfikacja generalna \| Klasyfikacja generalna \| Klasyfikacja generalna \| Klasyfikacja generalna \| Klasyfikacja generalna \| \| Kolarz \| Kolarz \| Państwo \| Drużyna \| Czas \| \| ---------------------- \| ---------------------- \| ---------------------- \| ---------------------------- \| ---------------------- \| \| 1. \| Davide Villella \| Włochy \| Astana \| 4' 09" \| \| 2. \| Simon Pellaud \| Szwajcaria \| Team Illuminate \| + 36" \| \| 3. \| Pierpaolo Ficara \| Włochy \| Amore & Vita-Prodir \| + 39" \| \| 4. \| Luis León Sánchez \| Hiszpania \| Astana \| + 1' 45" \| \| 5. \| Gatis Smukulis \| Łotwa \| Delko-Marseille Provence-KTM \| + 1' 54" \| \| 6. \| Rémy Rochas \| Francja \| Delko-Marseille Provence-KTM \| + 1' 56" \| \| 7. \| Colin Stüssi \| Szwajcaria \| Amore & Vita-Prodir \| + 3' 06" \| \| 8. \| Mirko Trosino \| Włochy \| Amore & Vita-Prodir \| + 3' 41" \| \| 9. \| Branisłau Samojłau \| Białoruś \| Minsk Cycling Club \| + 3' 41" \| \| 10. \| Siarhiej Papok \| Białoruś \| Minsk Cycling Club \| + 4' 15" \| |                    |            |                              |          |
| |                    |            |                              |          |
| Źródło: ProCyclingStats |                    |            |                              |          |
| Klasyfikacja generalna |                    |            |                              |          |
| Kolarz | Kolarz             | Państwo    | Drużyna                      | Czas     |
| 1. | Davide Villella    | Włochy     | Astana                       | 4' 09"   |
| 2. | Simon Pellaud      | Szwajcaria | Team Illuminate              | + 36"    |
| 3. | Pierpaolo Ficara   | Włochy     | Amore & Vita-Prodir          | + 39"    |
| 4. | Luis León Sánchez  | Hiszpania  | Astana                       | + 1' 45" |
| 5. | Gatis Smukulis     | Łotwa      | Delko-Marseille Provence-KTM | + 1' 54" |
| 6. | Rémy Rochas        | Francja    | Delko-Marseille Provence-KTM | + 1' 56" |
| 7. | Colin Stüssi       | Szwajcaria | Amore & Vita-Prodir          | + 3' 06" |
| 8. | Mirko Trosino      | Włochy     | Amore & Vita-Prodir          | + 3' 41" |
| 9. | Branisłau Samojłau | Białoruś   | Minsk Cycling Club           | + 3' 41" |
| 10. | Siarhiej Papok     | Białoruś   | Minsk Cycling Club           | + 4' 15" |

| Klasyfikacja punktowa | Klasyfikacja punktowa | Klasyfikacja punktowa | Klasyfikacja punktowa        | Klasyfikacja punktowa |
| Kolarz                | Kolarz                | Państwo               | Drużyna                      | Punkty                |
| --------------------- | --------------------- | --------------------- | ---------------------------- | --------------------- |
| 1.                    | Davide Villella       | Włochy                | Astana                       | 18 pkt                |
| 2.                    | Pierpaolo Ficara      | Włochy                | Amore & Vita-Prodir          | 18 pkt                |
| 3.                    | Luis León Sánchez     | Hiszpania             | Astana                       | 17 pkt                |
| 4.                    | Simon Pellaud         | Szwajcaria            | Team Illuminate              | 17 pkt                |
| 5.                    | Rémy Rochas           | Francja               | Delko-Marseille Provence-KTM | 11 pkt                |
| 6.                    | Rory Townsend         | Irlandia              | Canyon Eisberg               | 10 pkt                |
| 7.                    | Delio Fernández       | Hiszpania             | Delko-Marseille Provence-KTM | 9 pkt                 |
| 8.                    | Gatis Smukulis        | Łotwa                 | Delko-Marseille Provence-KTM | 9 pkt                 |
| 9.                    | Ángel Madrazo         | Hiszpania             | Delko-Marseille Provence-KTM | 7 pkt                 |
| 10.                   | Anton Muzyczkin       | Białoruś              | Minsk Cycling Club           | 5 pkt                 |

| Klasyfikacja punktowa | Klasyfikacja punktowa | Klasyfikacja punktowa | Klasyfikacja punktowa        | Klasyfikacja punktowa |
| Kolarz                | Kolarz                | Państwo               | Drużyna                      | Punkty                |
| --------------------- | --------------------- | --------------------- | ---------------------------- | --------------------- |
| 1.                    | Davide Villella       | Włochy                | Astana                       | 18 pkt                |
| 2.                    | Pierpaolo Ficara      | Włochy                | Amore & Vita-Prodir          | 18 pkt                |
| 3.                    | Luis León Sánchez     | Hiszpania             | Astana                       | 17 pkt                |
| 4.                    | Simon Pellaud         | Szwajcaria            | Team Illuminate              | 17 pkt                |
| 5.                    | Rémy Rochas           | Francja               | Delko-Marseille Provence-KTM | 11 pkt                |
| 6.                    | Rory Townsend         | Irlandia              | Canyon Eisberg               | 10 pkt                |
| 7.                    | Delio Fernández       | Hiszpania             | Delko-Marseille Provence-KTM | 9 pkt                 |
| 8.                    | Gatis Smukulis        | Łotwa                 | Delko-Marseille Provence-KTM | 9 pkt                 |
| 9.                    | Ángel Madrazo         | Hiszpania             | Delko-Marseille Provence-KTM | 7 pkt                 |
| 10.                   | Anton Muzyczkin       | Białoruś              | Minsk Cycling Club           | 5 pkt                 |

| Klasyfikacja górska | Klasyfikacja górska | Klasyfikacja górska | Klasyfikacja górska          | Klasyfikacja górska |
| Kolarz              | Kolarz              | Państwo             | Drużyna                      | Punkty              |
| ------------------- | ------------------- | ------------------- | ---------------------------- | ------------------- |
| 1.                  | Pierpaolo Ficara    | Włochy              | Amore & Vita-Prodir          | 16 pkt              |
| 2.                  | Jure Rupnik         | Słowenia            |                              | 12 pkt              |
| 3.                  | Davide Villella     | Włochy              | Astana                       | 11 pkt              |
| 4.                  | Ángel Madrazo       | Hiszpania           | Delko-Marseille Provence-KTM | 10 pkt              |
| 5.                  | Yuki Ishihara       | Japonia             | Interpro Stradalli           | 5 pkt               |
| 6.                  | Félix Barón         | Kolumbia            | Team Illuminate              | 5 pkt               |
| 7.                  | Daniel Bichlmann    | Niemcy              | Bike Aid                     | 4 pkt               |
| 8.                  | Simon Pellaud       | Szwajcaria          | Team Illuminate              | 3 pkt               |
| 9.                  | Delio Fernández     | Hiszpania           | Delko-Marseille Provence-KTM | 3 pkt               |
| 10.                 | Charles Page        | Wielka Brytania     | Canyon Eisberg               | 3 pkt               |

| Klasyfikacja górska | Klasyfikacja górska | Klasyfikacja górska | Klasyfikacja górska          | Klasyfikacja górska |
| Kolarz              | Kolarz              | Państwo             | Drużyna                      | Punkty              |
| ------------------- | ------------------- | ------------------- | ---------------------------- | ------------------- |
| 1.                  | Pierpaolo Ficara    | Włochy              | Amore & Vita-Prodir          | 16 pkt              |
| 2.                  | Jure Rupnik         | Słowenia            |                              | 12 pkt              |
| 3.                  | Davide Villella     | Włochy              | Astana                       | 11 pkt              |
| 4.                  | Ángel Madrazo       | Hiszpania           | Delko-Marseille Provence-KTM | 10 pkt              |
| 5.                  | Yuki Ishihara       | Japonia             | Interpro Stradalli           | 5 pkt               |
| 6.                  | Félix Barón         | Kolumbia            | Team Illuminate              | 5 pkt               |
| 7.                  | Daniel Bichlmann    | Niemcy              | Bike Aid                     | 4 pkt               |
| 8.                  | Simon Pellaud       | Szwajcaria          | Team Illuminate              | 3 pkt               |
| 9.                  | Delio Fernández     | Hiszpania           | Delko-Marseille Provence-KTM | 3 pkt               |
| 10.                 | Charles Page        | Wielka Brytania     | Canyon Eisberg               | 3 pkt               |

### Klasyfikacja drużynowa
| Klasyfikacja drużynowa | Klasyfikacja drużynowa       | Klasyfikacja drużynowa | Klasyfikacja drużynowa |
| Drużyna                | Drużyna                      | Państwo                | Czas                   |
| ---------------------- | ---------------------------- | ---------------------- | ---------------------- |
| 1.                     | Delko-Marseille Provence-KTM | Francja                | 25h 12' 49"            |
| 2.                     | Amore & Vita-Prodir          | Albania                | + 2' 16"               |
| 3.                     | Astana                       | Kazachstan             | + 2' 16"               |
| 4.                     | Illuminate                   | Stany Zjednoczone      | + 24' 36"              |
| 5.                     | Kazachstan                   | Kazachstan             | + 25' 59"              |
| 6.                     | Minsk Cycling Club           | Białoruś               | + 29' 07"              |
| 7.                     | Akros-Renfer                 | Szwajcaria             | + 29' 07"              |
| 8.                     | Pannon                       | Węgry                  | + 34' 21"              |
| 9.                     | Interpro Stradalli           | Japonia                | + 38' 29"              |
| 10.                    | Terengganu Cycling Team      | Malezja                | + 40' 55"              |

### Liderzy klasyfikacji
| Etap   |          | Pierwsze miejsce _ | Klasyfikacja generalna | Punktowa         | Górska           | Drużynowa _                  |
| ------ | -------- | ------------------ | ---------------------- | ---------------- | ---------------- | ---------------------------- |
| 1      | płaski   | Davide Villella    | Davide Villella        | Pierpaolo Ficara | Pierpaolo Ficara | Amore & Vita-Prodir          |
| 2      | górzysty | Luis León Sánchez  | Davide Villella        | Davide Villella  | Pierpaolo Ficara | Delko-Marseille Provence-KTM |
| Koniec | Koniec   |                    | Davide Villella        | Davide Villella  | Pierpaolo Ficara | Delko-Marseille Provence-KTM |